# Heilig Kreuz (Ottbergen)

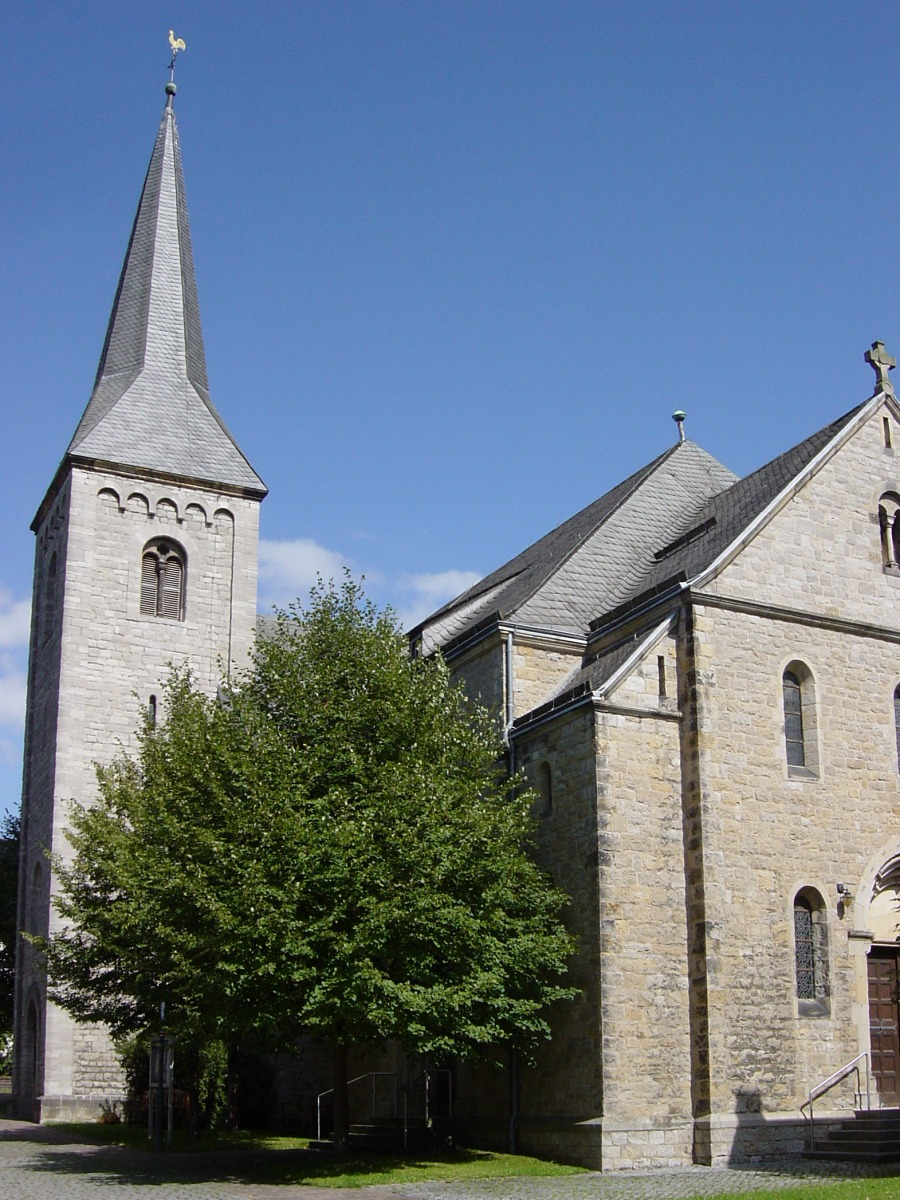
Heilig-Kreuz-Kirche

Die römisch-katholische Pfarrkirche Heilig Kreuz ist ein denkmalgeschütztes Kirchengebäude in Ottbergen, einem Ortsteil von Höxter im Kreis Höxter (Nordrhein-Westfalen).

## Geschichte und Architektur
Die Vorgängerkirche wurde wohl im 14. Jahrhundert errichtet. Der heutige Saalbau ist mit 1693 bezeichnet. Dieser wurde bei einer Erweiterung 1904 in den Neubau einbezogen. Ein Blitz schlug 1853 in den Kirchturm ein. Ein neuer Turm wurde in der Zeit von 1856 bis 1858 gebaut.

## Ausstattung
- Der Hochaltar von 1699 stammt aus der Papen-Werkstatt
- Ein barockes Kreuzigungsbild[1]
- Im Turm der Kirche hängen vier Glocken.[2]

| Nr. | Name           | Gussjahr | Gießer                              | Masse (kg) | ∅ (mm) | Schlagton | Inschrift                              |
| --- | -------------- | -------- | ----------------------------------- | ---------- | ------ | --------- | -------------------------------------- |
| 1   | Kreuzglocke    | 1948     | Petit & Gebrüder Edelbrock, Gescher | 1200       | 1160   | f1        | O CRUX AVE SPES UNICA                  |
| 2   | Marienglocke   | 1948     | Petit & Gebrüder Edelbrock, Gescher | 670        | 960    | as1       | AVE MARIA GRATIA PLENA                 |
| 3   | Liboriusglocke | 1948     | Petit & Gebrüder Edelbrock, Gescher | 470        | 850    | b1        | SANCTE LIBORI ORA PRO NOBIS            |
| 4   | St. Joseph     | 1907     | Glockengießerei H. Humpert, Brilon  | 394        | 750    | c2        | SANCTE JOSEPH ORA PRO NOBIS, A.O. 1907 |